# Arcipelago dell'Estonia occidentale
L'Arcipelago dell'Estonia occidentale (in Estone: Lääne-Eesti saarestik, conosciuto anche come Arcipelago Moonsund) è un gruppo di isole estoni situate nel Mar Baltico, vicino al Mare di Väinameri. La superficie totale dell'arcipelago si avvicina ai 4.000 km² che comprendono le isole principali di Saaremaa, Hiiumaa, Muhu, Vormsi e altre 500 piccole isole e isolotti.

## Clima
Il clima dell'arcipelago, grazie alle acque del Mar Baltico, è più mite rispetto a quello dell'Estonia continentale. Ciò fa sì che in queste isole crescano numerose specie vegetali che non si trovano nel resto del Paese, come ad esempio il tasso comune.

## Storia
In passato queste isole venivano chiamate Arcipelago Moonsund, in particolare questo toponimo era utilizzato dalle forze militari dell'Impero Russo e dell'Unione Sovietica durante il 19º secolo. Per la sua posizione, l'arcipelago era molto importante per la difesa della città russa di San Pietroburgo.